# 神様がくれた背番号
『神様がくれた背番号』（かみさまがくれたせばんごう）は、松浦儀実による日本の小説作品。

## 概要
2006年から2007年にかけて、松浦が自身のブログにて発表していたものを、2010年に楓出版より刊行したものである。松浦は月刊タイガース編集部に持ち込みをするなどしたが「実在の選手が登場する点」が大きな壁になったといい、その後書籍化を提案してきた楓出版の社長が直接タイガースと交渉するなどして実現させたという。

## ストーリー
大阪に住むホームレスのケンちゃんは、40歳の誕生日に突然神様から「あなたが今年の人間大賞に決まりました。ご褒美になんでも願いを一つだけ叶えてあげましょう」と告げられる。戸惑うケンちゃんは「世界で一番野球のうまい40歳になりたい」と願う。望みが叶えられ165キロの剛速球を投げられる能力を身に付けた彼のもとに、大ファンである阪神タイガースから入団テストの誘いが届く。テストの結果は合格で、ケンちゃんはタイガースにドラフト指名され入団することとなった。

## 主な登場人物
飛田謙吉（とびた けんきち）：通称および登録名「ケンちゃん」
大阪・天王寺公園を塒にするホームレス。右投右打。40歳の誕生日に天から降臨した神様によって「世界で一番野球のうまい40歳」（この言い回しが後になって彼を苦しめることになってしまう）になり、タイガースにテストを経て入団する。背番号「91」。
普段着は1985年にタイガースが日本一になった際に発売された記念の法被。どもり癖があるため、「噛みケン」の通り名を持つ。最初に神様に願おうとしたことはこの「どもり癖を治す」ことだったが、「しょーもない」と却下されている。
「生まれてこの方一度もウソをついたことがない」という正直者で、これが「人間大賞」選考の際に大きく評価された。
神様から授かったのは「野球の技術」だけであり、基礎体力と精神的な強さは人並み以下であったため、島野コーチとの猛特訓で先発ローテ投手と、登板のない日は外野手（主に右翼手）として出場という、二刀流で試合に出続ける体力と精神的強さを得た。
彼の活躍によりタイガースはセントラル・リーグ優勝を果たし日本シリーズに進出するが、シリーズ中に迎えた41歳の誕生日の瞬間に超人的野球能力を失ってしまう。
中嶋武司（なかじま たけし）：通称「タケ坊」
ケンちゃんが日頃仕事をもらっている「中嶋鉄工所」の社長の息子の小学生。ケンちゃんの言葉が完璧にわかる唯一の人物。
先天性心疾患の為、身体が弱い。ケンちゃんとは遊び友達でもあり、タイガースでの活躍は彼との約束でもある。
コミカライズ版では戦前のタイガースのレプリカキャップ（縦縞・赤で「O」）を被る。
総理（そうり）
ケンちゃんのホームレス仲間のリーダー格。常にスーツを着こなし、ケンちゃん以下のメンバーには冷静沈着に的確な判断を下して指示を与えるなど、世間のホームレス像とは大きく離れたイメージを持つ人物。
バルやん
ホームレス仲間。本名：諸星段吉。バルタン星人に顔が似ているのがあだ名の由来。有名料亭で立板をしていた経験がある。マスコミに完全秘密にしていたケンちゃんの素性を酔った勢いで漏らしてしまう。ケンちゃんに勝るとも劣らない筋金入りのタイガースファンで薀蓄好き。
アンちゃん
ホームレス仲間。元大相撲力士の大男で、アンドレ・ザ・ジャイアントがあだ名の由来。
ゴリさん
ホームレス仲間。厳つい風貌だが、「お姐言葉」を使う。かつては大手ピアノ教室を営み、裕福な暮らしをしていたが、夫人の不倫をきっかけに全てを失いホームレスに。
中嶋作蔵（なかじま さくぞう）
「中嶋鉄工所」社長でタケ坊の父。人情に篤い人物で「ルールを守る」ことを条件に、ホームレスたちに空き缶回収を依頼している。
若い頃は新日本製鐵堺硬式野球部に所属しプロ野球のスカウトから注目される存在であったが、家業を継ぐため野球を断念したという経緯がある。ケンちゃんの剛速球を見るや元チームメイトで現：タイガーススカウトの栗田に連絡を取る。
コミカライズ版（後述）では川藤幸三に少し似た角刈りの風貌となっている。
岡田彰布
タイガース監督。ケンちゃんのテストに立ち会い、戸惑いながらもドラフト会議で6位指名する。なぜかセリフの大半が「そらそうよ」となっている。
島野育夫
タイガースコーチ。岡田監督の指示を受け「有名選手に会う度に感激のあまり失神してしまう」ケンちゃんを春季キャンプには帯同させず、阪神鳴尾浜球場でマンツーマンの指導を行なう。
金本知憲
タイガースの主力選手。ファン気分が抜けず他人行儀なケンちゃんをチームの一員として溶け込ませるため、いろいろ気に掛け、兄貴分として面倒を見ている。本作での年齢は不明だが、40歳のケンちゃんよりは年上と思われる。子供好きでタケ坊にも優しい。
藤川球児
タイガースの守護神。土佐弁で喋り、なぜか年上であるケンちゃんに敬語を使わない。
ホームレスであることが世間にバレて不調に陥ったケンちゃんを、親身になって励ましている。
池田奈津子（いけだ なつこ）
デイリースポーツの阪神担当記者。ケンちゃんの経歴に興味を持ち、調べていくうちにホームレスであることを知り驚愕する。
神様
ケンちゃんに「人間大賞」受賞を知らせるために天界から降臨してきた。その姿は眼鏡をかけたサラリーマン風。
「人間大賞」は108人いる「世界神様協同組合」が選定し、ノーベル賞受賞者や大成功を収めたIT企業の社長も大賞受賞者だと言う。

## コミカライズ
渡辺保裕の作画によるコミカライズ版が『別冊漫画ゴラク』（日本文芸社）2012年5月号から2014年5月号まで連載された。サブタイトルは「The miracle of Ken and Takeshi which happened in the Hanshin Tigers」。タイトルロゴには「協力・阪神タイガース」のクレジットが入る。単行本は全3巻。
作品は岡田がタイガース監督であった2000年代中盤から後半が舞台となっているが、作中に登場するタイガースのユニホームは2012年にフルモデルチェンジされたものを使用している。2013年に選手たちが始めた、味方選手が本塁打を打つとベンチの選手が全員で行うパフォーマンス「グラティ」も行っているコマがある。なお、グラティ発案者の西岡剛は本作に一切登場しておらず、タイガースに在籍しているかも不明。その一方で岡田が監督在任中にはいなかったマット・マートンがラインナップに名を連ねているなど、選手設定に関しては一貫していない部分もある。